# Herrensee (Waren)
Der Herrensee ist ein kleiner See am nordwestlichen Rand der Altstadt von Waren (Müritz) im Landkreis Mecklenburgische Seenplatte, Mecklenburg-Vorpommern.
Der ursprünglich annähernd runde See wurde beim Bau des Informations- und Naturerlebniszentrums Müritzeums  an seinem Südufer leicht vergrößert. Er hat eine ungefähre Fläche von 1,5 Hektar mit einem Durchmesser von 130 Meter. Von Osten fließt ihm über die Beke das Wasser des 230 Meter entfernten Tiefwarensees zu, im Südwesten entwässert die Beke zur 70 Meter entfernten Binnenmüritz. Im See befinden sich einige kleine buschbestandene Inseln, die Wasservögel zum Nisten nutzen.
Der Herrensee liegt am Rande eines kleinen Parks und kann auf einem Naturlehrpfad umrundet werden. Er ist Namensgeber für die den Park zerschneidende Herrenseebrücke, die über die Bundesstraße 192 und die Lloydbahn führt und die Altstadt mit dem Viertel Waren-Nord verbindet.